# Nabukelevu
Le Nabukelevu, ou mont Washington, est un volcan situé sur la partie sud-ouest de l'île Kadavu aux Fidji. Il culmine à une altitude de 805 mètres. Sa dernière éruption remonte à environ 1660. Il est constitué par un dôme de lave.